# Закон против ФБК
Федеральный закон от 04.06.2021 № 157-ФЗ «О внесении изменений в статью 4 Федерального закона „Об основных гарантиях избирательных прав и права на участие в референдуме граждан Российской Федерации“ и статью 4 Федерального закона „О выборах депутатов Государственной думы Федерального собрания Российской Федерации“», получивший в СМИ название «Закон против ФБК», — закон, временно запрещающий избираться в любые органы власти в России лицам, причастным к деятельности экстремистских или террористических организаций.

## Прохождение законопроекта
4 мая 2021 года депутаты из Комиссии по расследованию фактов вмешательства иностранных государств во внутренние дела России В. И. Пискарев, А. Г. Альшевских, Н. И. Рыжак, А. К. Исаев, Р. Д. Курбанов, Д. И. Савельев, А. В. Чепа, А. Л. Шхагошев внесли в Госдуму законопроект о запрете лицам, причастным к деятельности экстремистских организаций, баллотироваться на выборах в Госдуму. Депутаты Юрий Афонин (от КПРФ) и Олег Шеин (фракция «Справедливая Россия») посчитали спорным моментом этого законопроекта запрет баллотироваться тому, кто сотрудничал с организацией ещё до признания её экстремистской.
18 мая состоялось рассмотрение этого законопроекта в первом чтении. Комментируя законопроект, депутат от ЛДПР Сергей Иванов отметил, что «жулик и вор имеет право стать депутатом Государственной думы, а человек, который опубликовал об этом жулике и воре информацию… и суд посчитал, что эта публикация носит экстремистский характер, уже не имеет право это делать». «Вы вообще какое государство строите, а? Бандит какой угодно имеет право баллотироваться, человек, который сказал, что он такой, — нет… когда у вас суды полностью под контролем, все: от Конституционного до мирового, вам любую организацию… признают экстремистской, если вам это понадобится», — заявил Иванов.
Соавтор законопроекта депутат от «Единой России» Андрей Альшевских высказал мнение, что нельзя допускать к выборам в Госдуму одну из действующих в России политических партий: «Я думаю, здесь все, кто в этом зале сидит, заинтересованы, чтобы в этом зале не было тех лиц, которые открыто либо закрыто, но поддерживают или участвовали в экстремистских и террористических организациях… Я приведу маленький пример… Есть одна общественно-политическая партия, не буду называть её. Но она в своих декларациях открыто говорит, что Крым не является территорией России. И эта партия имеет право участвовать в выборах депутатов Государственной думы. Как вы считаете, это угроза? Мы считаем, что это угроза. И мы считаем, что подобных кандидатов и подобных партий здесь быть не должно», — заявил Альшевских. Депутат, вероятно, имел в виду партию «Яблоко».
Депутаты Госдумы приняли законопроект в первом чтении:
- за его принятие проголосовали 293 депутата (из них 291 депутат фракции «Единая Россия», 1 депутат фракции «Справедливая Россия» — Сергей Крючек, 1 депутат, не входящий во фракции — Алексей Журавлёв);
- против — 45 (из них 1 депутат фракции «Единая Россия» — Николай Гончар, 41 депутат фракции КПРФ, 1 депутат фракции ЛДПР — Сергей Иванов, 2 депутата фракции «Справедливая Россия» — Елена Драпеко и Гаджимурад Омаров);
- воздержались двое (оба из «Справедливой России» — Вадим Белоусов и Галина Хованская)[7].

Ко второму чтению законопроекта глава комитета Госдумы по госстроительству и законодательству Павел Крашенинников и глава комитета Совета Федерации по конституционному законодательству и госстроительству Андрей Клишас внесли в законопроект поправки, запрещающие лицам, причастным к деятельности экстремистских и террористических организаций или выражавших этим организациям поддержку, избираться на выборах всех уровней. Это предложение одобрил Комитет Госдумы по контролю и регламенту. 25 мая законопроект был принят Госдумой во втором чтении.
26 мая Госдума приняла законопроект в третьем, окончательном чтении:
- за его принятие проголосовало 294 депутата (из них: 290 депутатов фракции «Единая Россия», 1 депутат фракции КПРФ — Тамара Плетнёва, 1 депутат фракции ЛДПР — Дмитрий Савельев, 1 депутат фракции «Справедливая Россия» — Михаил Емельянов, 1 депутат, не входящий во фракции — Алексей Журавлёв); согласно заявлению депутата Николая Рыжака (фракция «Справедливая Россия»), он также голосовал за принятие законопроекта[14];
- против проголосовало 38 депутатов (из них: 1 депутат фракции «Единая Россия» — Николай Гончар, 35 депутатов фракции КПРФ, 1 депутат фракции ЛДПР — Сергей Иванов, 1 депутат фракции «Справедливая Россия» — Галина Хованская);
- воздержалось 8 депутатов (из них: 1 депутат фракции КПРФ — Дмитрий Кузякин и 7 депутатов фракции «Справедливая Россия»)[15][16].

2 июня законопроект одобрен Советом Федерации. Законопроект поддержали 146 сенаторов, против проголосовал один — представитель Республики Хакасия член КПРФ Валерий Усатюк, воздержался тоже один — представитель Чувашии член партии «Единая Россия» Николай Фёдоров.
4 июня, в день рождения создателя ФБК Алексея Навального, закон подписан президентом Путиным и опубликован. В этот же день он вступил в силу.
Депутаты фракции КПРФ в Госдуме собираются обратиться в Конституционный суд с просьбой проверить принятый законопроект на соответствие Конституции России.

## Последствия
Закон против ФБК стал причиной недопуска к следующим выборам:
- В 2021 году не были допущены на выборы в разные органы власти, в том числе в Государственную думу, следующие кандидаты: Кирилл Левченко (Бердск); Иван Лузин (Калининград); Илья Яшин, Олег Степанов, Любовь Соболь, Лев Шлосберг (Москва); Сергей Ухов (Пермь); Ирина Фатьянова (Санкт-Петербург); Дмитрий Цибирев (Саратов); Артем Важенков (Тверь)[23], Виолетта Грудина (кандидат в горсовет Мурманска)[24].